# 深崎暮人
深崎暮人（3月28日—），日本男性插畫家與原畫家，出生於北海道，目前居住於東京都。

## 經歷
少年時代沉迷於SD鋼彈與遊戲軟體，描摹攻略本上的機械與怪物。
受到女神轉生系列遊戲的影響，進入了遊戲CG的專業學校。學校學科以視訊與3D為主，並在這時候與當時同年級、在之後經常在同人創作與商業創作合作者黑谷忍相遇。其後受到移植到世嘉土星的美少女遊戲的影響，開始對美少女人物產生了興趣。
專業學校畢業後，開始在柏青哥製造商工作，負責設計機台。在此之後，由於自思無法在公司成長，幫助父親的公司，開始從事建築的工作。然而在現場工作的一年後，發生椎間盤突出的病變，導致無法繼續現場的工作，從而轉為處理公司內部事務。從事公司內部工作時間比較有閒暇，適逢mixi網開始流行，開始在網路上留下自己繪畫的插圖。
2005年與黑谷忍創立了同人社團「Cradle」並開始同人活動，最早同人誌發行時，考慮當時東方Project的創作容易受矚目，開始了以東方Project為主的二次創作，其後以世界觀的獨創性受到矚目。其後視野放寬，進行東方系列以外的同人創作，並獨自拓展自己的社交圈。
透過來自出版社ENTERBRAIN的e-mail，接到了雜誌書《Magi-Cu》的工作，這是深崎暮人第一份商業工作。之後無論是一般向或是成人向的作品，皆積極創作與活動。
2007年後黑谷忍創立自己的社團「Puffsleeve」，但一到關鍵時刻還是和深崎暮人組隊發行新作品。
2008年擔任遊戲公司ABHAR所製作的美少女遊戲《水平線まで何マイル? -Deep Blue Sky & Pure White Wings-》的原畫，對當時的業界造成巨大的衝擊。
2011年9月5日，在自己的Twitter發布眼睛不適需要就醫的宣告，隨後被確診為視網膜脫離，於醫院手術後於9月15日恢復工作。
2015年於《不起眼女主角培育法》BD/DVD中第2卷副音軌中公開了深崎暮人與黑谷忍的夫妻關係。

## 作品

### 書籍
- E☆2（發行：メディエイション 発売：飛鳥新社→ビオ・マガジン）海報插畫、與其他插畫家的對談
- 月刊Comic電擊大王（發行：アスキー・メディアワークス 発売：角川グループパブリッシング、 2008年5月 - 2009年5月）封面與海報插畫
- COMIC阿吽（ヒット出版社、2009年6月 - ）封面連載
- よいこの萌えっ娘!濡れスケ!!（コアマガジン、2011年7月1日初版発行）封面插畫・訪談

### PC遊戲原畫
- 水平線まで何マイル?-Deep Blue Sky & Pure White Wings- (ABHAR)
- すまいるCubic! -水平線まで何マイル?アフター&アナザーストーリーズ- (ABHAR)
- 尋找失去的未來 (TRUMPLE)

### 小說插畫
- ぼくと彼女に降る夜（八街歩著、富士見Fantasia文庫）
- 不起眼女主角培育法（丸户史明著、富士見Fantasia文庫）
- 原点回帰ウォーカーズ（MF文庫J）
- アリス×アカデミィ -彼女のついたウソ-（関涼子著、GA文庫）
- ありす×ユニバース -キャプテンはJK-（関涼子著、GA文庫）
- 6天6人6把槍（日语：クロクロクロック）（入間人間著、電撃文庫）
- アラタなるセカイ（入間人間著、電撃文庫）

### CD封面插畫
- RAMM feat.ayami『Freedom』（2012年3月21日）

### 圖案設計
- Animage（徳間書店、2006年）紙面デザイン3P（ベースのみ）
- POP画集 SUPER LOLLIPOP（三才ブックス、2007年9月14日初版発行）装丁全般
- ダイキ工業各種フィギュア（2007年）パッケージデザイン
- テレビアニメ『もえたん』DVD予約特典 クリアファイルデザイン2種
- チュウニズム 美嶋はるな キャラクターデザイン

### 人物原案
- 22/7-齋藤妮可露（2020年）
- 不起眼女主角培育法

### 畫集
- CRADLE（クレイドル）（発行：E☆2編集部・発売：廣済堂出版、2010年12月22日初版発行）
  - 限定版（ハードカバー仕様）ISBN 978-4-331-90053-6
  - 通常版（ソフトカバー仕様）ISBN 978-4-331-90052-9
- COMIC阿吽表紙イラスト小画集（COMIC阿吽2011年6月号付録）
- COMIC阿吽表紙イラスト小画集ver.2（COMIC阿吽2013年6月号付録）
- COMIC阿吽表紙イラスト小画集ver.3（COMIC阿吽2015年6月号付録）

### 動畫
- 我们没有翅膀（第5話片尾插圖）
- 輪迴的拉格朗日（第3話片尾插圖）
- 我的妹妹哪有這麼可愛！（第二季 第2話片尾插圖）
- 超自然9人組（第8話片尾插圖）

## 外部連結
- cradle （页面存档备份，存于） – 社團官網
- 深崎暮人的X（前Twitter）